# Hoa Hakananai'a
Hoa Hakananai'a (l'« ami dérobé » en rapanui, maori de l'île de Pâques) est un moaï (statue de l'île de Pâques) de 2,42 mètres de hauteur, conservé au British Museum de Londres.

## Histoire

### Origine
Hoa Hakananai'a est un moaï particulier : son dos est sculpté de pétroglyphes représentant le Tangata manu (« homme-oiseau »), et surtout, alors que le culte des ancêtres avait cessé et qu'un tapu avait été jeté sur les plateformes cérémonielles (ahus) et les autres moaïs, celui-ci était encore vénéré au XIXe siècle au lieu de cérémonie d'Orongo.
Peut-être a-t-il fait pour cette raison et sur la suggestion du missionnaire catholique Eugène Eyraud partie des quatre moaïs emmenés hors de l'île de Pâques.

### Enlèvement
Hoa Hakananai'a fut enlevé le 7 novembre 1868 par l'équipage britannique du navire HMS Topaze et amené à Portsmouth le 25 août 1869. Les habitants de l'île de Pâques, considérant que la statue leur a été volée, demandent sa restitution.
Outre Hoa Hakananai'a, trois autres moaïs furent emmenés hors de l'île.

### Revendication pour son retour
Après la restitution du moaï Tau qui avait été emporté en 1870 pour être exposé au Musée national d'histoire naturelle de Santiago du Chili et accordé par l'état chilien en février 2022, les habitants de l'Île de Pâques (Rapa nui) ont de nouveau réclamé au British Museum de Londres la restitution de ce moaï, leurs demandes précédentes étant restées sans succès.
En 2018, le ministre chilien du Patrimoine national, Felipe Ward, accompagnée par une délégation de Rapa Nui avait déjà rencontré des responsables du musée londonien.
À l'occasion de ce déplacement en Angleterre, la gouverneure provinciale de l'île de Pâques, Tarita Alarcón Rapu avait déclaré à la presse : 
« Je pense que mes enfants et leurs enfants méritent d'avoir la chance de le ressentir, de le voir [...] Nous sommes venus jusqu'ici mais nous ne sommes qu'un corps. Vous les Anglais, vous avez notre âme »
Ce combat s'inscrit dans un ensemble de revendications datant des années 1980 afin que les rapanui puissent obtenir la restitution de nombreuses pièces de collections, artefacts et statues qui ont été subtilisées afin d'être exposés dans des musées situés hors de l'île.

## Description

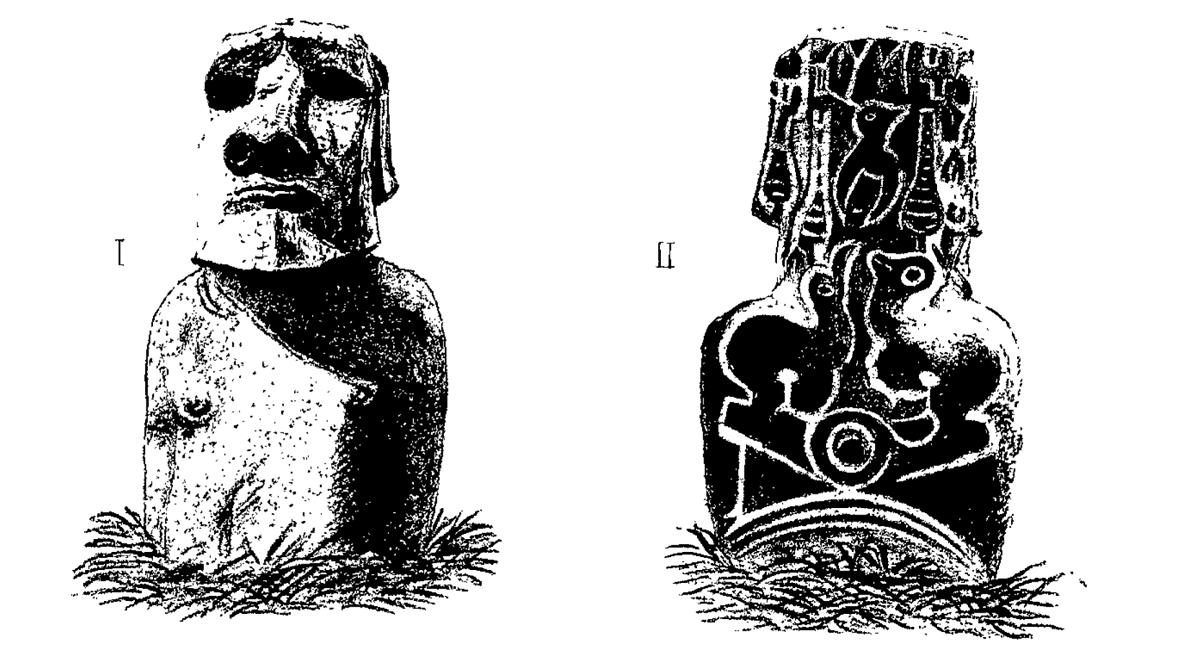
Dessin de la statue effectué par le Lt. Colin Dundas lors de son enlèvement en 1868.

Cette statue se présente sous la forme d'un monolithe sculpté d'une hauteur de 2,42 mètres et d'un poids estimé à 4 tonnes. Sur la partie arrière (dos de la statue),  des inscriptions gravées décrivent le culte de l'homme-oiseau et d'autres aspects rituels liés aux passé et aux pratiques religieuses des habitants de l'Île.
La façade est assez commune et évoque les autres œuvres statuaires locales mais son dos présente des particularités originale. Celui-ci est rainuré et grêlé de multiples représentations d'hommes-oiseaux correspondant à la période où les autochtones avaient abandonné le culte des statues pour se tourner vers le culte de l'homme-oiseau. la scène du dos représente un poussin mâle quittant le nid et observé par ses parents mi-oiseaux, mi-humains. 
Un des personnages est représenté par la femelle Komari sur l'oreille droite de la statue, tandis que l'autre situé sur la gauche est représenté par une pagaie, un symbole de l'autorité masculine.
Selon le chercheur Mike Pitts, la statue devait, à l'origine reposer dans un trou creusé dans la roche afin de la faire tenir debout, ce qui expliquerait sa position légèrement incliné sur la gauche sur son site d'exposition au British Museum.

## Galerie

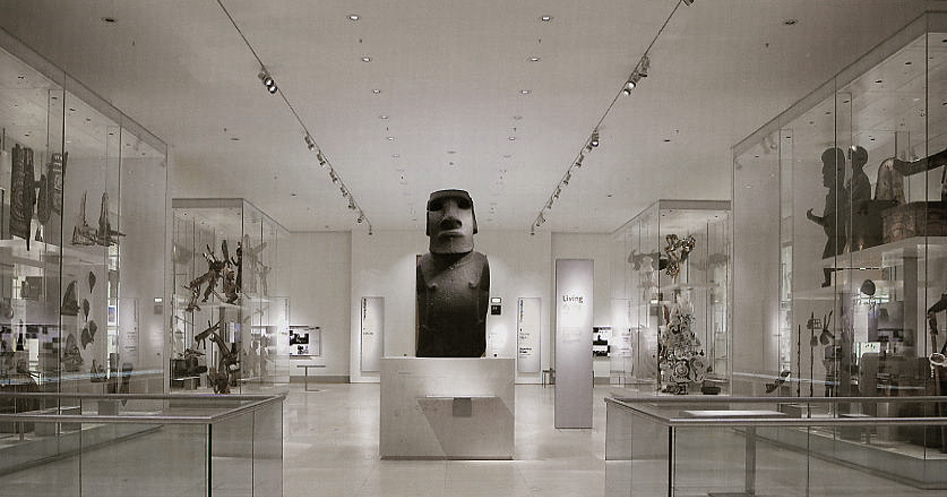
Room 24, British Museum.
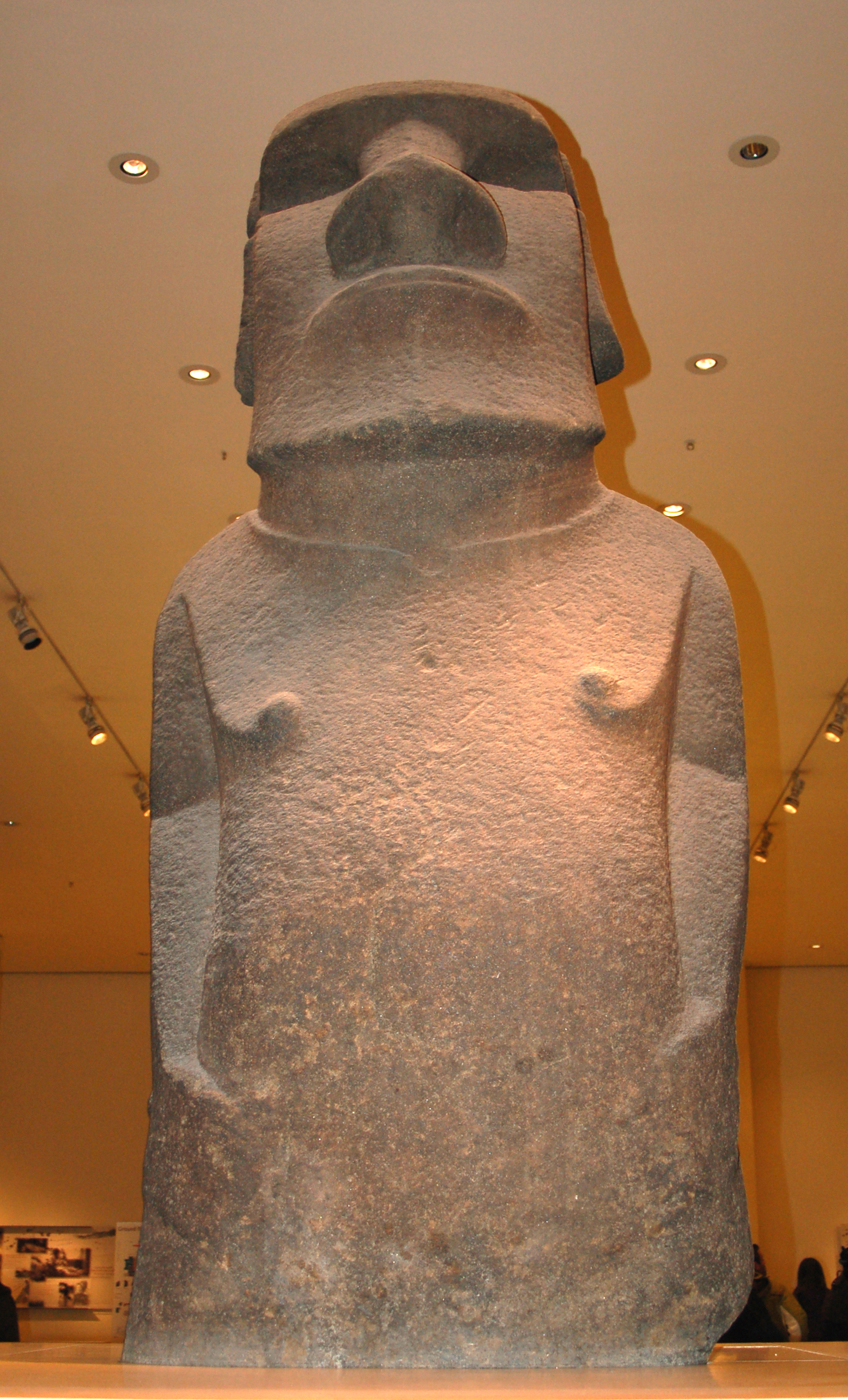
Vue de face.
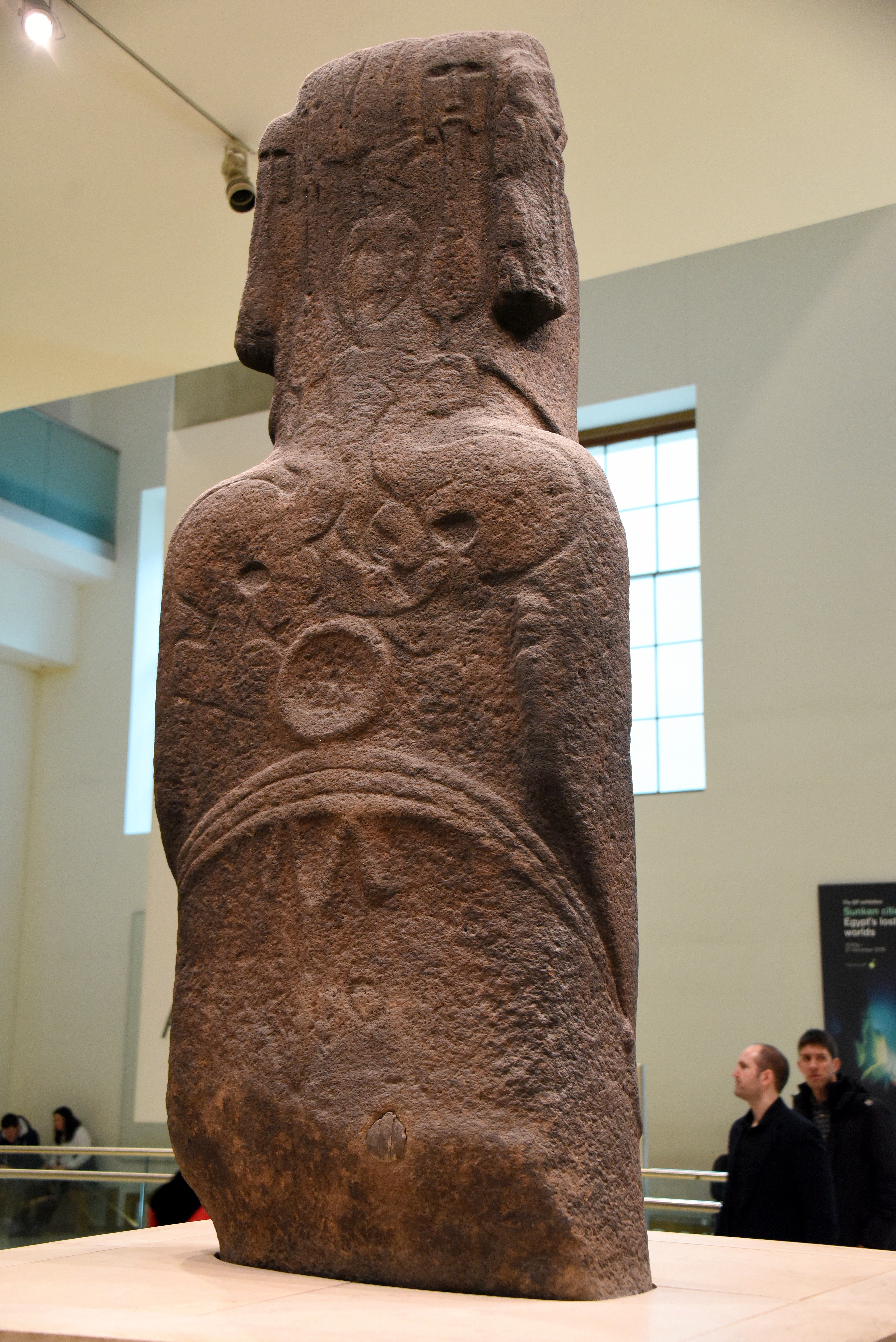
Vue de dos.
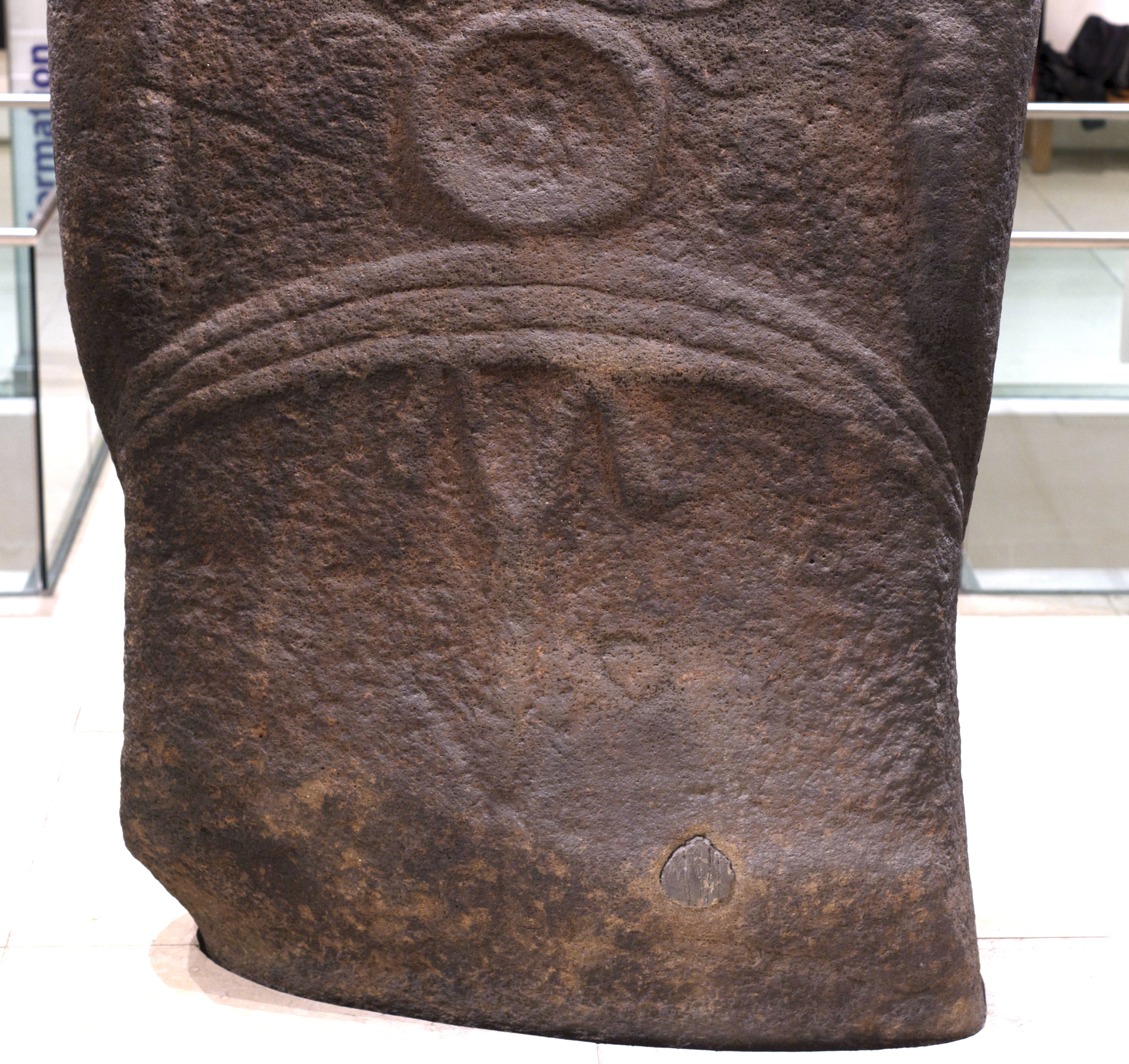
Vue de la partie basse du dos
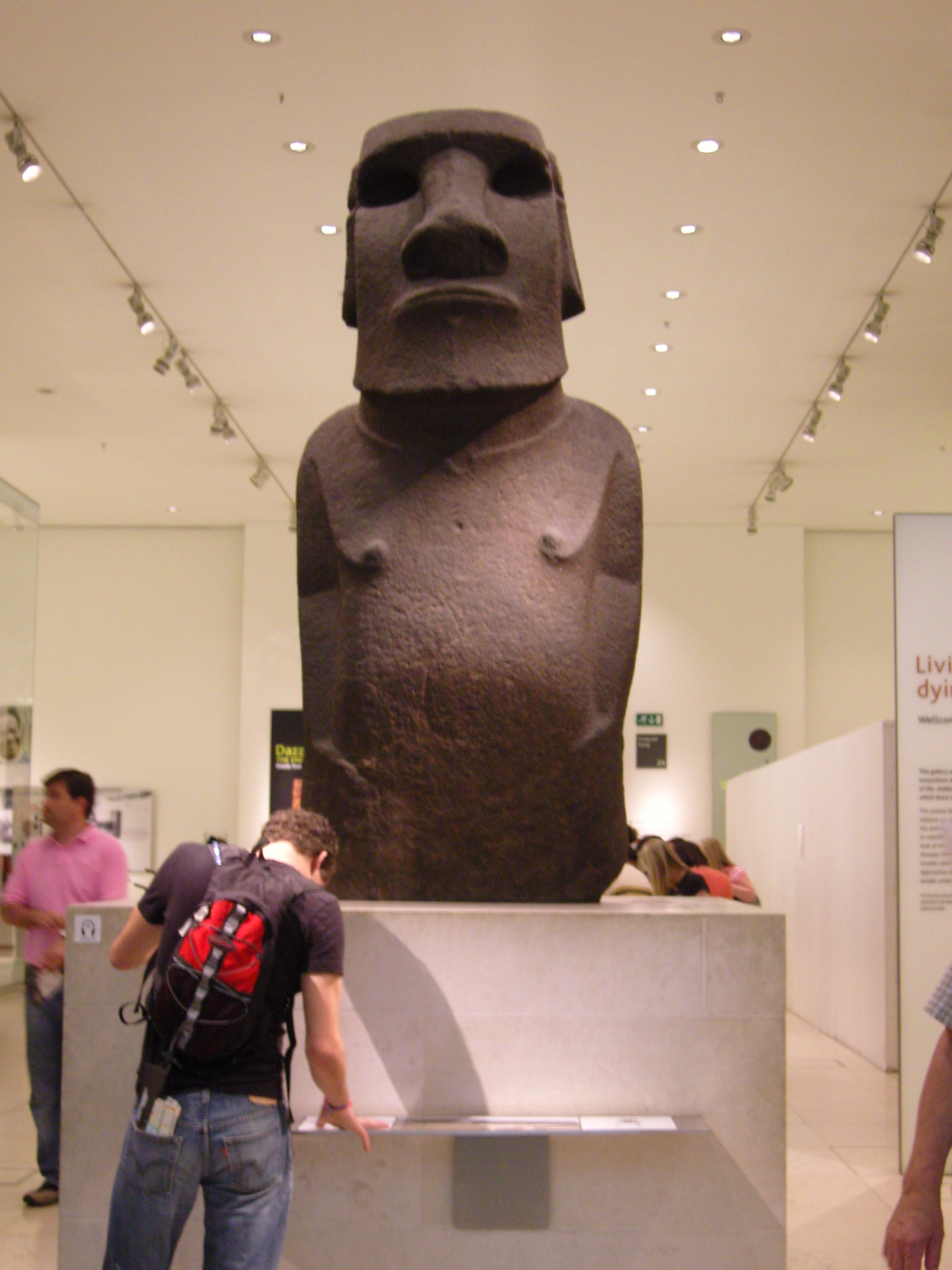
Comparaison de la statue avec un être humain
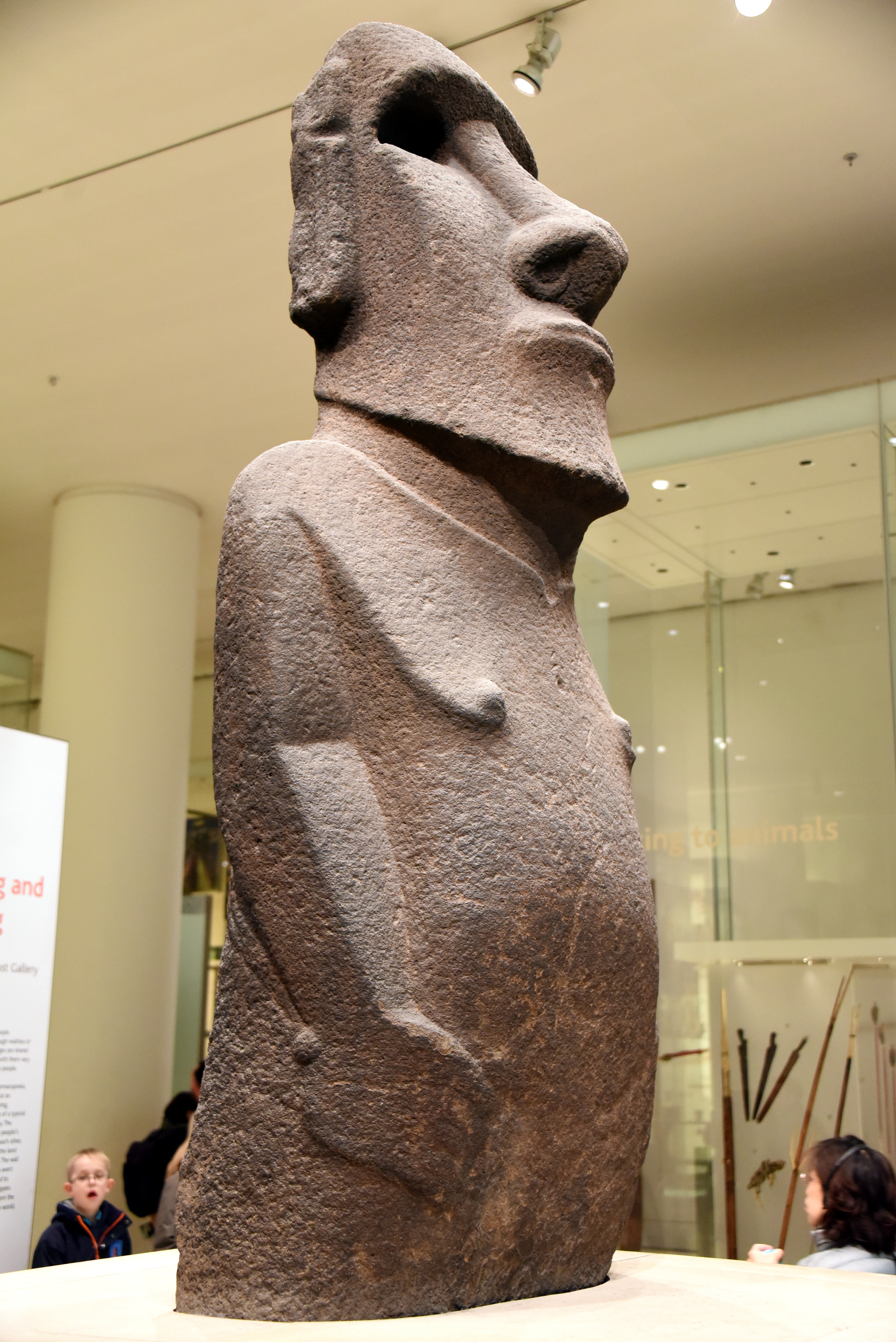
Vue de côté
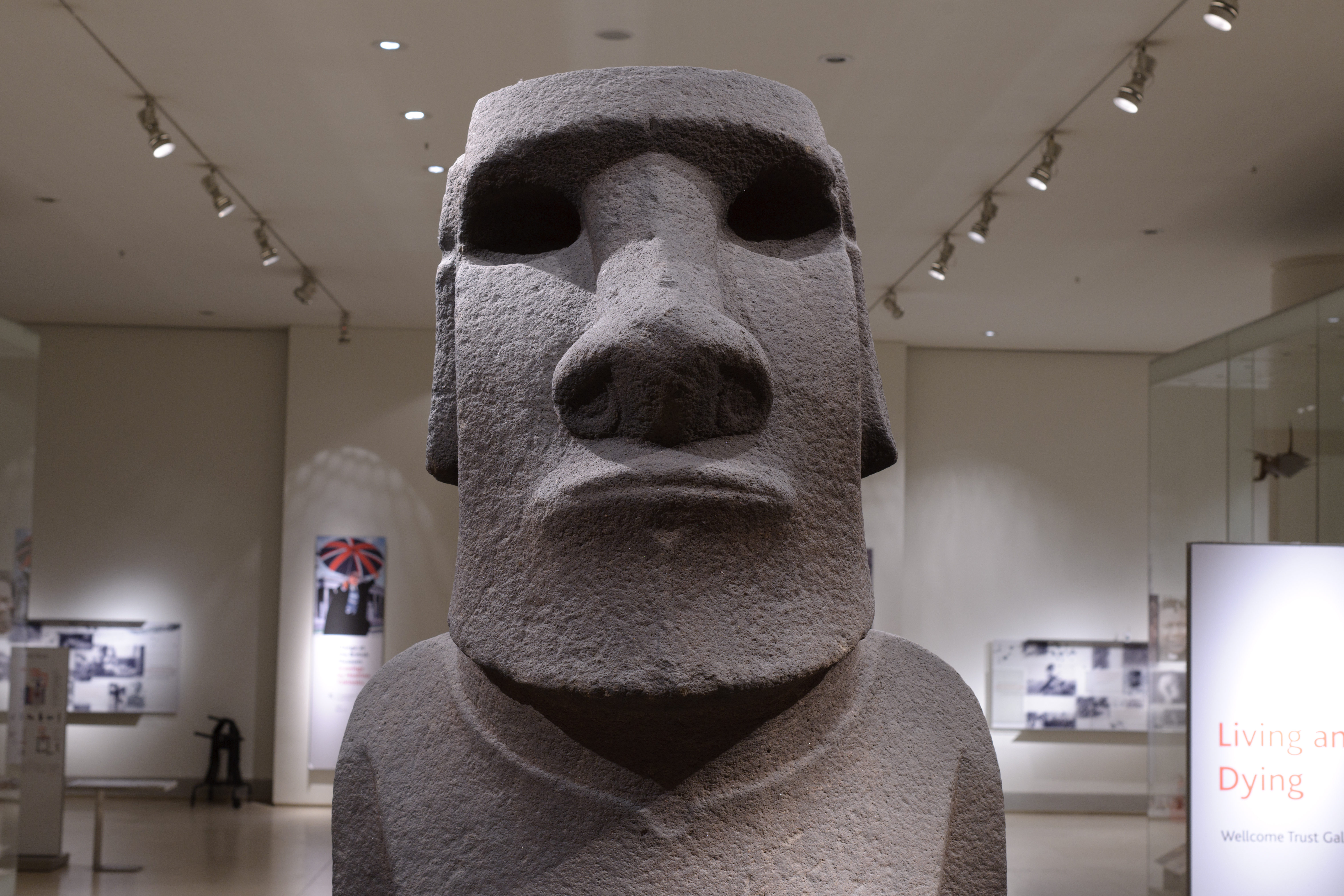
Tête.